# Вива Армения
«Viva Armenia» (прежнее название — ЗАО «К-Телеком», ЗАО «МТС Армения») — оператор сотовой связи в Армении, С 14 сентября 2007 года до 25 января 2024 года являлся дочерней компанией МТС. С января 2024 г. компания принадлежит Fedilco Group Limited. С июля 2024 г. работает под брендом «Viva» (ранее работала под брендами «VivaCell», «VivaCell-MTS», «Viva-MTS»). В 2011 году вошёл в тройку крупнейших налогоплательщиков Армении. 

## История
Компания «Viva» (ЗАО «Вива Армения») (на начальной стадии — «VivaCell») получила лицензию на осуществление деятельности в 2004 году. Начал деятельность в 2005 году в малочисленном составе под руководством генерального директора Ральфа Йирикяна.
В сентябре 2006 года мобильная сеть компании была доступна в 90% населенных территорий страны.
В сентябре 2007 года, после продажи 80% акций, компания стала дочерним предприятием одной из крупнейших телекоммуникационных компаний на территории СНГ — российской компании «Мобильные ТелеСистемы» («МТС»).
В результате осуществленного в 2008 году ко-брендинга был изменен логотип компании. «VivaCell» стал «VivaCell-MTS». В течение этого года компании удалось также завоевать значительную долю рынка, превысив 78%.
В 2009 году «Viva» запустила сеть 3G и уже в 2010 году обеспечила покрытие 3G на всей территории Армении. В 2009 году компания запустила сеть 4G/LTE со скоростью 150 Мбит в секунду. На данный момент сеть 4G доступна примерно 99,4% населения Армении. 6 апреля 2023 года «Viva» объявила о запуске сети 5G в малом центре Еревана, а потом в Гюмри.
В августе 2019 года ПАО «МТС» приобрела оставшиеся 20% акций «Viva».
Имеет 4 сетевых кода —  93, 94, 77, 98 (в международном формате +37493XXXXXX, +37494XXXXXX, +37477XXXXXX, +37498XXXXXX).
С 2005 года по сей день компания выплатила государству более 258 млрд драм налогов. Компания является крупнейшим налогоплательщиком в сфере телекоммуникаций и входит в число крупнейших налогоплательщиков Армении.
Количество абонентов «Viva» в Армении превысило 2 млн человек.
Совет директоров ЗАО «МТС Армения» («Viva-MTS») назначил генеральным директором «Viva» с 15 июня 2022 года Армена Аветисяна, ранее занимавшего пост вице-президента по интернету вещей и промышленной автоматизации ПАО «МТС». 
В январе 2024 года компания Вива-МТС сообщила о смене владельца и вышла из состава российской группы «МТС». Новым акционером ЗАО «МТС Армения» стала компания Fedilco Group Limited, принадлежащая европейским и азиатским инвесторам. 
Fedilco Group Limited — компания, зарегистрированная в Кипре, конечными бенефициарами которого являются Чжэ Чжан и Константин Соколов. Учитывая стратегическую важность ЗАО «МТС Армения» для Армении, Fedilco Group Limited намерена безвозмездно передать 20% акций «МТС Армения» Республике Армения. 25 марта 2024 года название фирмы «МТС Армения» изменено на ЗАО «Вива Армения». 
1 июля 2024 года компания представила новый логотип и слоган — «Вокруг тебя».

## Корпоративная социальная ответственность (КСО)
Со дня основания компании корпоративная социальная ответственность (КСО) остается не только концепцией, но и повседневной практикой для всех сотрудников компании. «Viva» - первая компания в Армении, представившая и применившая КСО в качестве модели управления и являющаяся первым оператором, руководствующимся рекомендациями международного стандарта социальной ответственности ISO 26000.
В ходе деятельности, в рамках стратегии КСО, «Viva» выделила более 29 млрд драм РА на осуществление социальных инвестиций в Армении в целях улучшения и стабильного развития следующих сфер:
- содействие развитию информационных и коммуникационных технологий, в том числе  стартапов;
- здравоохранение;
- культура;
- образование;
- спорт;
- окружающая среда;
- инфраструктуры  питьевой и оросительной воды, включая инфраструктуры в приграничных общинах;
- строительство  жилых домов, в том числе в приграничных общинах;
- системы отопления и LED-освещения, питающиеся альтернативной энергией;
- волонтерство;
- дети с ограниченными возможностями;
- предоставление квартир 40 бездомным семьям из зоны бедствия[9].

## B2B
В 2017 году компания выходит на рынок фиксированной связи B2B. В настоящее время компания предоставляет услуги фиксированной телефонии VoIP, фиксированного широкополосного интернета и передачи данных, коллокации и предоставления каналов связи. Приобретение компанией «Viva» активов провайдера широкополосного интернета, имеющего собственную оптико-волоконную сеть и технологические мощности, а также значительную абонентскую базу - компании «ADC» было одной из крупнейших сделок в сфере телекоммуникаций в Армении. В результате компания значительно расширила свою абонентскую базу, которая использует широкополосный фиксированный интернет и сопутствующие услуги, включая юридических лиц - компании частного / корпоративного сектора, государственные и общинные структуры.
В 2018 году компания усилила облачную инфраструктуру и представила сервис облачной инфраструктуры.. 

## МобиДрам
В 2012 году компания выпустила электронный кошелек «МобиДрам», а в 2016 году — мобильное приложение «МобиДрам», позволяющее клиенту совершать безопасные бесконтактные платежи с помощью смартфона. Сегодня при покупке любого устройства в интернет-магазине «Viva» оплату можно произвести и МобиДрамом.